# Coppa di Francia 2023-2024 (hockey su pista)
La Coppa di Francia 2023-2024 è stata la 23ª edizione della principale coppa nazionale francese di hockey su pista riservata alle squadre di club. La competizione ha avuto luogo dal 6 gennaio al 5 maggio 2024 con la final four disputata a Dinan.
Il torneo è stato vinto dal Quévert per la quarta volta nella sua storia superando in finale il Ploufragan.

## Risultati

### Ottavi di finale
| Squadra 1           | Totale | Squadra 2            | Andata | Ritorno |
| ------------------- | ------ | -------------------- | ------ | ------- |
| 6 e 27 gennaio 2024 |        |                      |        |         |
| Coutras             | 7 - 4  | Noisy-le-Grand       | 5 - 2  | 2 - 2   |
| Crehen              | 6 - 8  | Gleizé en Beaujolais | 5 - 5  | 1 - 3   |
| La Vendéenne        | 10 - 3 | Villejuif            | 5 - 1  | 5 - 2   |
| Mérignac            | 1 - 6  | Quévert              | 0 - 1  | 1 - 5   |
| Nantes              | 4 - 10 | Ploufragan           | 1 - 3  | 3 - 7   |
| Quintin             | 8 - 6  | Saint-Brieuc         | 5 - 2  | 3 - 4   |
| Roubaix             | 10 - 9 | Poiré Roller         | 7 - 7  | 3 - 2   |
| SCRA Saint-Omer     | 10 - 7 | Lione                | 6 - 2  | 4 - 5   |

### Quarti di finale
| Squadra 1            | Risultato | Squadra 2       |
| -------------------- | --------- | --------------- |
| 23 marzo 2024        |           |                 |
| Gleizé en Beaujolais | 1 - 4     | Quintin         |
| La Vendéenne         | 2 - 1     | SCRA Saint-Omer |
| Ploufragan           | 7 - 1     | Coutras         |
| Quévert              | 9 - 6     | Roubaix         |

### Final four
La Final four del torneo si è disputata a Dinan dal 4 al 5 maggio 2024.
|  | Semifinali   | Semifinali   | Semifinali |            |         | Finale  | Finale | Finale |  |
|  |              |              |            |            |         |         |        |        |  |
|  | Quévert      | Quévert      | 8          |            |         |         |        |        |  |
|  | Quévert      | Quévert      | 8          |            |         |         |        |        |  |
|  | Quintin      | Quintin      | 2          |            |         |         |        |        |  |
|  | Quintin      | Quintin      | 2          |            | Quévert | Quévert | 4      |        |  |
|  |              |              |            |            | Quévert | Quévert | 4      |        |  |
|  |              |              | Ploufragan | Ploufragan | 3       |         |        |        |  |
|  | Ploufragan   | Ploufragan   | Ploufragan | Ploufragan | 3       | 5       |        |        |  |
|  | Ploufragan   | Ploufragan   |            |            |         |         |        |        |  |
|  | La Vendéenne | La Vendéenne | 3          |            |         |         |        |        |  |